# عاصرة شرجية داخلية
العضلة العاصرة الشرجية الداخلية هي حلقة عضلية تحيط بما يقارب 2.5–4.0 سم من القناة الشرجية وحافتها السفلية على تماس مع العضلة العاصرة الشرجية الخارجية ولكنها منفصلة تماما عنها.
يبلغ سمكها حوالي 5 مم وهو يتكون من تجمع لألياف عضلية دائرية لاإردية من المستقيم. تبعد حافتها السفلية ما يقارب 6 مم عن فتحة الشرج.

## صور إضافية

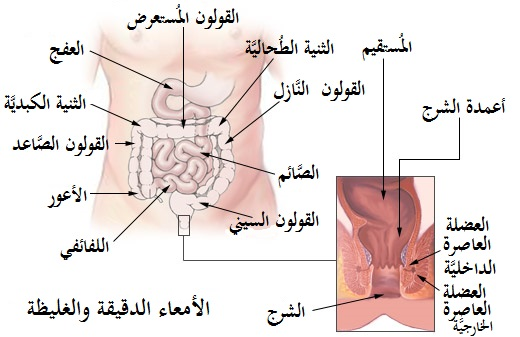
الأمعاء
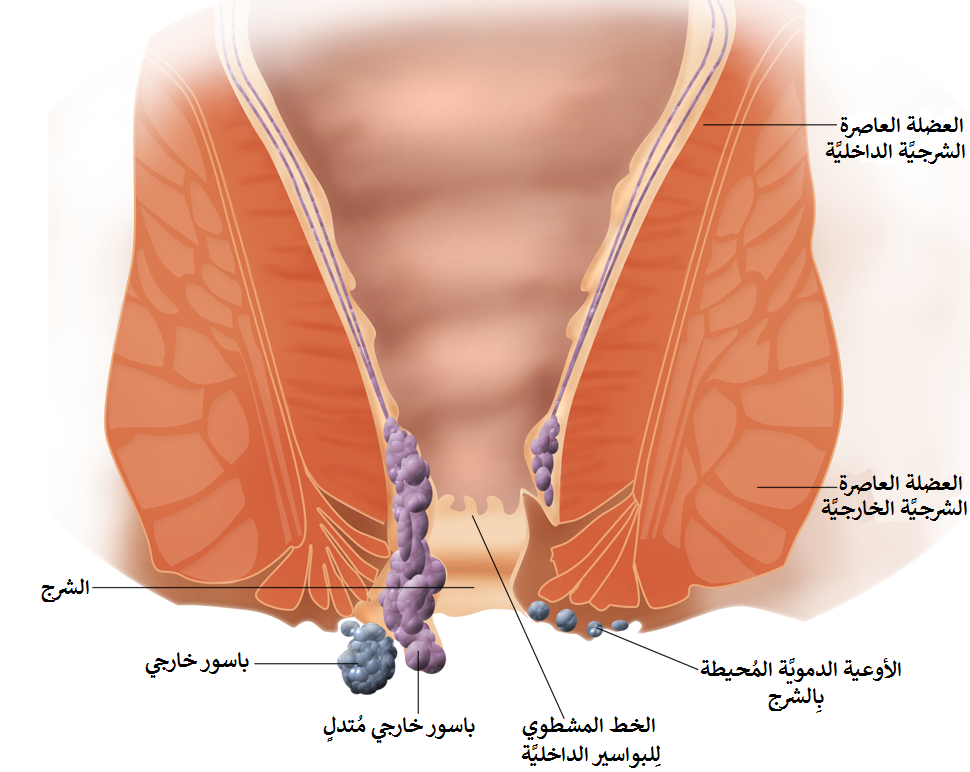
رسم تخطيطي توضيحي لتشريح البواسير.

## روابط خارجية
- درسٌ تشريحي حول Pelvis مُعدٌ بواسطة ويسلي نورمان (جامعة جورجتاون). (Rectum)